# Mathieu Boots
Mathieu Boots (sinh ngày 23 tháng 6 năm 1975) là một cầu thủ bóng đá người Hà Lan.

## Sự nghiệp câu lạc bộ
Mathieu Boots đã từng chơi cho Yokohama FC.

## Thống kê câu lạc bộ

### J.League
| Đội         | Năm       | J.League | J.League | J.League Cup | J.League Cup | Tổng cộng | Tổng cộng |
| Đội         | Năm       | Trận     | Bàn      | Trận         | Bàn          | Trận      | Bàn       |
| ----------- | --------- | -------- | -------- | ------------ | ------------ | --------- | --------- |
| Yokohama FC | 2003      | 33       | 4        | -            | -            | 33        | 4         |
| Yokohama FC | 2004      | 40       | 8        | -            | -            | 40        | 8         |
| Tổng cộng   | Tổng cộng | 73       | 12       | 0            | 0            | 73        | 12        |